# جو بيكوك
جو بيكوك (بالإنجليزية: Joe Peacock)‏ (15 مارس 1897 في المملكة المتحدة - 4 مارس 1979) هو لاعب كرة قدم بريطاني (وحمل سابقاً جنسية المملكة المتحدة لبريطانيا العظمى وأيرلندا) في مركز نصف الجناح. شارك مع منتخب إنجلترا لكرة القدم. أما مع النوادي، فقد لعب مع نادي ميدلزبره.

## وصلات خارجية
- جو بيكوك على موقع قاعدة بيانات كرة القدم.إي يو (الإنجليزية)
- جو بيكوك على موقع ناشيونال فوتبول تيمز (الإنجليزية)